# 포항 보경사 대웅전
포항 보경사 대웅전(浦項 寶鏡寺 大雄殿)은 대한민국 경상북도 포항시 북구 송라면, 보경사에 있는 대웅전이다. 1990년 8월 7일 경상북도의 문화재자료 제231호로 지정되었다가, 2013년 4월 8일 경상북도의 유형문화재 제461호로 재지정되었다.

## 현지 안내문
보경사는 신라 진평왕 25년(603)에 진나라에서 유학하고 돌아온 대덕 지명법사가 세운 절이다.
이 절의 중심 건물인 대웅전은 지은 시기를 알 수 없고 다만 조선 숙종 3년(1677)에 중건한 것으로 그 후 몇 차례 중수가 더 있었다. 현재의 건물에는 1932년의 대대적인 중수에 의한 양식적 특징이 주로 남아 있다.
이 건물은 조선후기 목조불전으로 정면 3칸·측면 2칸의 다포계 팔작지붕이며, 바닥에는 마루를 깔았다. 천장은 우물 정(井)자 모양으로 꾸며 천장 속을 가리고 있는 형태이다. 가운데칸 뒷부분에는 불단을 마련하여 삼존불상을 모셔 놓았다.

## 참고 문헌
- 이 문서에는 다음커뮤니케이션(현 카카오)에서 GFDL 또는 CC-SA 라이선스로 배포한 글로벌 세계대백과사전의 "《보경사》" 항목을 기초로 작성된 글이 포함되어 있습니다.

## 같이 보기
- 보경사
- 포항 보경사 탱자나무 - 경상북도 기념물 제11호

## 참고 자료
- 포항 보경사 대웅전 - 국가유산청 국가유산포털